# 埃尔曼
埃尔曼（法語：Hermin，法語發音：[ɛʁmɛ̃]）是法国上法蘭西大區加来海峡省的一个市镇，属于贝蒂讷区。

## 地理
埃尔曼（50°25'6"N, 2°33'33"E）面积4.19 平方千米，位于法国上法蘭西大區加来海峡省，该省份为法国北部沿海省份，西北濒北海，南至索姆省，东临北部省。
与埃尔曼接壤的市镇（或旧市镇、城区）包括：勒布勒沃-朗希库尔、弗雷维莱尔、戈尚莱加勒。

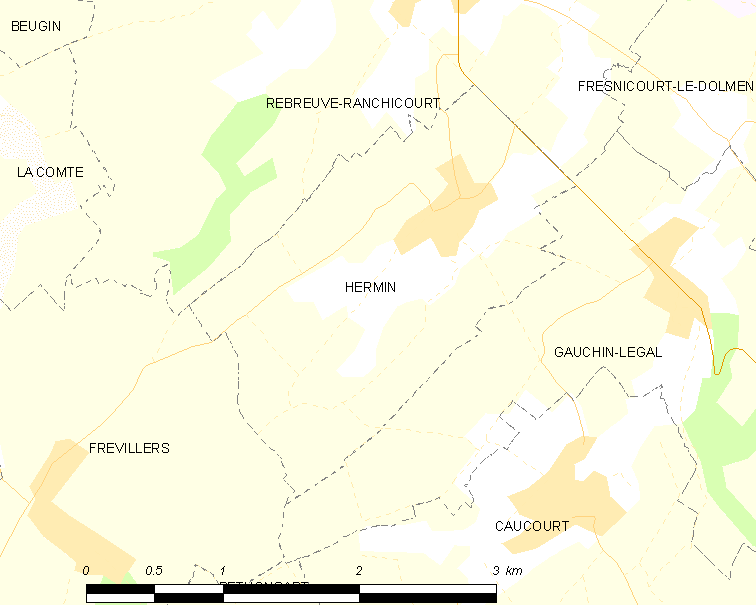
埃尔曼的OSM定位图

埃尔曼的时区为UTC+01:00、UTC+02:00（夏令时）。

## 行政
埃尔曼的邮政编码为62150，INSEE市镇编码为62441。

## 政治
埃尔曼所属的省级选区为布律埃-拉比西耶尔县。

## 人口

1962-2008年间埃尔曼人口变化图示

埃尔曼于2022年1月1日时的人口数量为207人。